# 科恩韦斯特海姆
科恩韦斯特海姆（德語：Kornwestheim，發音：[kɔʁnˈvɛsthaɪm] ⓘ）是德国巴登-符腾堡州斯图加特行政区路德维希堡县的城市，面积14.65平方千米，2023年12月31日人口为34,177人。